# Сент-Коломб (Шаранта)
Сент-Коло́мб (фр. Sainte-Colombe) — колишній муніципалітет у Франції, у регіоні Нова Аквітанія, департамент Шаранта. Населення — 174 осіб (2011).
Муніципалітет був розташований на відстані близько 370 км на південний захід від Парижа, 85 км на південь від Пуатьє, 24 км на північний схід від Ангулема.

## Історія
1-1-2018 Сент-Коломб, Сент-Анжо i Сент-Аман-де-Боньєр було об'єднано в новий муніципалітет Валь-де-Боньєр.

## Демографія
Динаміка населення (INSEE ):
Розподіл населення за віком та статтю (2006):
| Стать | Всього | До 15 років | 15-24 | 25-44 | 45-64 | 65-85 | Понад 85 |
| --- | ------ | ----------- | ----- | ----- | ----- | ----- | -------- |
| Чоловіки | 88     | 16          | 4     | 36    | 12    | 20    | 0        |
| Жінки | 88     | 16          | 0     | 28    | 20    | 20    | 4        |
| \| Статево-вікова піраміда \| Статево-вікова піраміда \| Статево-вікова піраміда \| \| ----------------------- \| ----------------------- \| ----------------------- \| \| Чоловіки \| Вік \| Жінки \| \| 0 \| 85 + \| 4 \| \| 4 \| 80-84 \| 0 \| \| 4 \| 75-79 \| 12 \| \| 0 \| 70-74 \| 8 \| \| 12 \| 65-69 \| 0 \| \| 0 \| 60-64 \| 4 \| \| 4 \| 55-59 \| 12 \| \| 4 \| 50-54 \| 4 \| \| 4 \| 45-49 \| 0 \| \| 4 \| 40-44 \| 12 \| \| 20 \| 35-39 \| 0 \| \| 4 \| 30-34 \| 8 \| \| 8 \| 25-29 \| 8 \| \| 0 \| 20-24 \| 0 \| \| 4 \| 15-20 \| 0 \| \| 4 \| 10-14 \| 4 \| \| 4 \| 5-9 \| 4 \| \| 8 \| 0-4 \| 8 \| |        |             |       |       |       |       |          |
| Статево-вікова піраміда |        |             |       |       |       |       |          |
| Чоловіки | Вік    | Жінки       |       |       |       |       |          |
| 0 | 85 +   | 4           |       |       |       |       |          |
| 4 | 80-84  | 0           |       |       |       |       |          |
| 4 | 75-79  | 12          |       |       |       |       |          |
| 0 | 70-74  | 8           |       |       |       |       |          |
| 12 | 65-69  | 0           |       |       |       |       |          |
| 0 | 60-64  | 4           |       |       |       |       |          |
| 4 | 55-59  | 12          |       |       |       |       |          |
| 4 | 50-54  | 4           |       |       |       |       |          |
| 4 | 45-49  | 0           |       |       |       |       |          |
| 4 | 40-44  | 12          |       |       |       |       |          |
| 20 | 35-39  | 0           |       |       |       |       |          |
| 4 | 30-34  | 8           |       |       |       |       |          |
| 8 | 25-29  | 8           |       |       |       |       |          |
| 0 | 20-24  | 0           |       |       |       |       |          |
| 4 | 15-20  | 0           |       |       |       |       |          |
| 4 | 10-14  | 4           |       |       |       |       |          |
| 4 | 5-9    | 4           |       |       |       |       |          |
| 8 | 0-4    | 8           |       |       |       |       |          |

## Економіка
2010 року серед 109 осіб працездатного віку (15—64 років) 75 були активними, 34 — неактивними (показник активності 68,8%, у 1999 році було 68,3%). З 75 активних мешканців працювала 71 особа (38 чоловіків та 33 жінки), безробітними було 4 (3 чоловіки та 1 жінка). Серед 34 неактивних 4 особи були учнями чи студентами, 19 — пенсіонерами, 11 були неактивними з інших причин.

У 2010 році в муніципалітеті числилось 86 оподаткованих домогосподарств, у яких проживали 182,5 особи, медіана доходів виносила 15 883 євро на одного особоспоживача

## Відомі пам’ятки
- Парафіяльна церква Сент-Коломб (XII століття). Історичний пам'ятник з 1973 року
- Дві статуї-колони: Св. Коломба і Св. Петра (XII століття). Висота - 150 см. Історичний пам'ятник
- Дві капітелі (XII століття). Висота - 70 см. Історичний пам'ятник
- Замок Сент-Коломб (XVI століття)